# Йолтуховський Микола Павлович
Йолтуховський Микола Павлович (17 грудня 1941 (за документами 02.01.1942), село Явтухи — 24 січня 2020, Бар) — український краєзнавець, публіцист, педагог, почесний громадянин м. Бар на Вінниччині.

## Біографія
Навчався у школі в передмістях Львова (Лисиничі і Винники) 1949—1957 рр., закінчив школу № 1 у м. Бар у 1959 р.
В 1964 р. закінчив фізико-математичний факультет Вінницького державного педагогічного інституту, нині Вінницький державний педагогічний університет імені Михайла Коцюбинського. У 1962—2012 рр. на педагогічній роботі у Барському районі (учитель, заст. директора, директор заочної школи, інспектор райвно) .

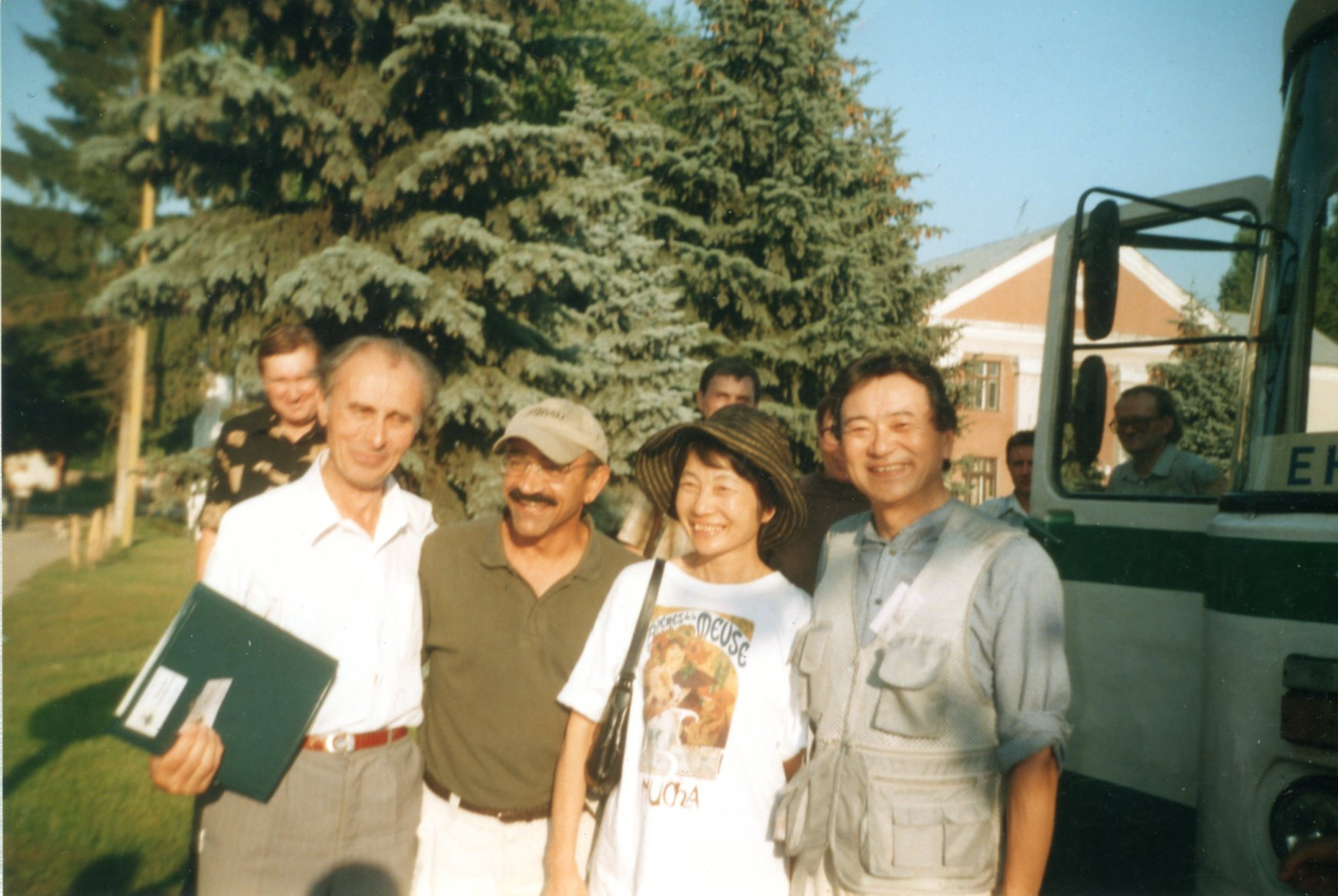
Йолтуховський М. П. і гості конференції пам'яті Буняковського із США і Японії

Вперше зайнявся історико-краєзнавчими дослідженнями в 25 років. Ініціатор створення Барського районного краєзнавчого музею у 1981 р. Автор герба і прапора територіальної громади міста Бар 2001 р., учасник науково-краєзнавчих конференцій в м. Барі у 2008, 2010, 2014, 2016 рр. Йому належить низка статей до періодичних видань Вінниччини краєзнавчої тематики.
Видав навчальний посібник «Історія рідного краю» в 2 част., Бар 1991—1992 — в співавторстві, на основі якого студія Укртелефільм зняла документальний фільм «Місто на Кучманському шляху». Зйомки кіноплівки тривали 11 травня — 30 листопада 1993 р. на території Барського району. Також консультував фільми —
- «Один день в Барі» /телестудія «Віта», 1998 р.
- «Дорога додому»/ Київ, Патирикфільм, 2003 р.,
- «Закоханий у Поділля»/ Бар, студія міського ТБ «Децебал», 2004 р.,
- «Подільський часопис»/ ВДТ, 2006 р.

Сфера наукових інтересів — історія архітектури, археологія, історія Поділля і Барського староства, генеалогія українських шляхетських родів. Є представником давнього роду Йолтуховських-Скорописів.
Учасник ряду проектів по збереженню історичної пам'яті м. Бар, видавничого проекту по підготовці і виданню книг, присвячених історії виникнення і становлення міста, історичним пам'яткам, видатним уродженцям рідного краю.
Нагороди —
- два пам'ятних знаки Українського товариства охорони пам'яток історії та культури (1977 і 1982 р.),
- Медаль «Ветеран праці» 1988 р.
- пам'ятний знак «85 років Барському району» 2008 р.,
- ювілейний знак Організації ветеранів України 2009 р.,
- почесний знак «РКВВВС» 2010 р.,
- ювілейний знак — орден «Велика Україна. 25 років незалежності.» 2016 р.
- Медаль «За збереження національних традицій» 2016 р.
- відзнака «За заслуги» 2018 р.

2007 р. надано звання Почесний громадянин Бара. Занесений на дошку пошани Барського району.

## Археографічні видання і статті
- Історія рідного краю. ч.1, ч.2 [Архівовано 29 січня 2012 у Wayback Machine.] Йолтуховський М. П., Барладин І. Д. — Бар, 1991—1992 .
- Бар. — Квідзин, 2001 .
- Славетні вчені Поділля. — Бар, 2008 .
- Бар — ключ до Східного Поділля. — Мальборк, 2009 .
- Поділля — колиска польських поетів-романтиків. Україна і Польща: історичне сусідство. — Вінниця, 2012.
- Літописець і політик Молдови М. Костін. // Барська земля Поділля. Матеріали 3-ї міжнар. наук. конференції. / Ред. Дмитрієнко М. Ф. — Бар-Київ, 2014. — с.72.
- Подільська Голгофа. Вінницька Катинь. Матеріали міжнародної наукової історично-краєзнавчої конференції. Бар, Вінниця, 2017
- Конфедерати та Коліївщина. //250 років Барській конфедерації. Матеріали міжнародної наукової історично-краєзнавчої конференції. Бар, 2018
- Стаття про Ломацького Олеся Максимовича//Енциклопедія сучасної України (ЕСУ), т.17, с.648
- Микола Аркас про гетьмана Івана Виговського.//Витоки та становлення козацького руху на етнічних землях України. Матеріали третьої всеукраїнської науково-історичної конференції. Бар, 2019, с.34

## Відео
- Микола Павлович
- Геральдика м. Бар
- Док.фільм «Місто на Кучманському шляху»